# Pseudophilippia quaintancii
Pseudophilippia quaintancii är en insektsart som beskrevs av Cockerell 1897. Pseudophilippia quaintancii ingår i släktet Pseudophilippia och familjen skålsköldlöss. Inga underarter finns listade i Catalogue of Life.